# Technokratische Bewegung

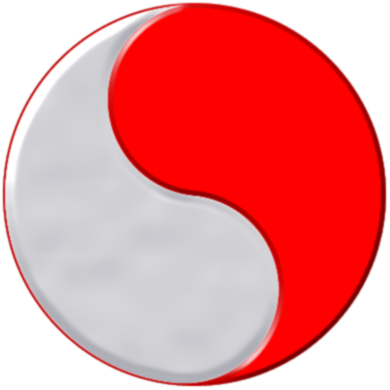
Die Technokratiemonade oder Technocracy Monad ist das offizielle Symbol von Technocracy Inc. und soll ähnlich wie Yin und Yang ein Gleichgewicht darstellen, im Falle der Technokratie von Produktion und Konsum.

Erweiterung des vorgeschlagenen nordamerikanischen Technocracy.

Die Technokratische Bewegung ist eine soziale Bewegung, die während der 1920er und 1930er in den Vereinigten Staaten begann. Anstelle von Politikern sollten Techniker und Experten als Führungsschicht (vgl. Technokratie) für eine ausreichende Wohlfahrt sorgen, die auf wissenschaftlichen Methoden und der verbreiteten Nutzung von Technologie basiert. Die höchste Popularität gewannen die Technokraten in der Frühzeit der Great Depression Anfang der 1930er Jahre in den USA. Der Amerikaner Howard Scott startete die Technische Allianz im Winter 1918 bis 1919 und begründete Mitte der 1930er Jahre die Technocracy Incorporated, die letztere Organisation besteht bis zur Gegenwart (2022). 
Zu den Vorläufern werden unter anderem die Schriften von Edward Bellamy gezählt.
Wichtige Grundlagen waren Veröffentlichungen wie Henry Laurence Gantts „The New Machine“ und Thorstein Veblens „Soviet of Technicians“ (enthalten in „The Engineers and the Price System“). Der Bezug auf den Sowjet kam nicht von ungefähr. Die planwirtschaftlichen Ansätze in der frühen Sowjetunion wurden bei den Technokraten ähnlich wie bei führenden europäischen Industriellen wie Ernest Mercier und Walther Rathenau zunächst positiv betrachtet.
Unter Howard Scott wurde die Bewegung als „Technocracy Inc.“ zeitweise zu einer ernstzunehmenden politischen Kraft, die einen „Dritten Weg“ zwischen Kapitalismus und Sozialismus propagierte. Dabei kam die Vorstellung zum Ausdruck, Ingenieure würden das Gemeinwohl am besten verwalten und ein unmittelbar drohender wirtschaftlicher und sozialer Zusammenbruch wäre nur durch eine Herrschaft einer technischen Elite zu überwinden. Diese ist im Kontext einer fundamentalen Krise des Kapitalismus und der Demokratie, wie eines von Futurismus geprägten Zeitgeists zu betrachten. Ein zentraler Lösungsansatz war die Ersetzung der Geldwirtschaft durch eine auf Energiezertifikaten basierende Wirtschaft. Die amerikanische technokratische Bewegung wurde allerdings bereits Anfang 1933 durch eine missglückte, landesweit im Radio übertragene Rede Scotts in den USA weitgehend der Lächerlichkeit preisgegeben und verlor ihre vorige Breitenwirkung.
Heute besteht die Bewegung hauptsächlich aus der Technocracy Incorporated, dessen Mitglieder sich zu Diskussionsrunden treffen und ein Magazin veröffentlichen, das vierteljährlich erscheint. Einige Nachwirkungen hatte die technokratische Bewegung auch im Bereich der Kultur und Medien, wie im Bereich der Science-Fiction. Einige Splitterparteien beziehen sich direkt oder indirekt auf Vorstellungen und Habitus der technokratischen Bewegung, wie die LaRouche-Bewegung.
Zudem werden einige Aspekte des Emissionshandels, wie das Personal carbon trading in Zusammenhang mit historischen Vorschlägen der Technokraten gebracht.

## Geschichte
Frühe technokratische Organisationen formten sich nach dem Ersten Weltkrieg. Zu diesen zählten Henry Gantts „Die Neue Maschine“ („The new Machine“) und Veblens „Sowjet der Techniker“ („Soviet of Technicians“). Diese Organisationen verschwanden bereits nach kurzer Zeit, hatten aber erheblichen Einfluss. Der Amerikaner Howard Scott startete die Technische Allianz im Winter von 1918 bis 1919.
William H. Smyth benutzte 1919 als erster das Wort „Technokratie“, um eine Regierung bestehend aus Technikern und Forschern zu beschreiben. In den 1920ern wurde es verwendet, um die Werke von Thorstein Veblen zu beschreiben. In Europa wurden Ingenieursfantasien wie etwas das Atlantropa-Projekt mit dem Begriff bezeichnet. Hintergrund war die Erfahrung der Massenorganisation wie der technischen Planung während des Weltkrieges. Diese wurden in den 1920er Jahren auf zivile Projekte umgemünzt. Das Aufkommen der wissenschaftlichen Betriebsführung wie der systematischen Projektsteuerung ermöglichte es, technische und gesellschaftliche Großprojekte, wie den Hoover-Damm, umzusetzen.
Die Technische Allianz als solche, die hauptsächlich aus Wissenschaftlern und Ingenieuren bestand, begann ein Energiegutachten des nordamerikanischen Kontinents kurz nach dem Beginn des 20. Jahrhunderts aufzustellen. Viele ihrer Ergebnisse stellten den wissenschaftlichen Hintergrund für die theoretische Erarbeitung einer neuartigen Sozialstruktur dar. Thorstein Veblen, Autor von „Die Theorie der Freizeitgesellschaft“ („Theory of the Leisure Class“), war Mitglied der Technischen Allianz.
Veblens Werk „Ingenieure und das Preissystem“ wurde besonders bekannt und sagte einen Zusammenbruch des Preissystems nicht aufgrund der Zinsnahme wie in der europäischen Freiwirtschaftstheorie, sondern aufgrund mangelnder technologischer Steuerung voraus.
1932 gründete Scott zusammen mit einem Pionier der Ingenieurwissenschaften, Walter Rautenstrauch (1880–1951) von der Columbia University das Committee on Technocracy. Damit war der Höhepunkt der öffentlichen Aufmerksamkeit und Wirkung erreicht. Das Komitee wurde bereits 1933 wieder aufgelöst, Grund waren Kontroversen zwischen Scott und Rautenstrauch. Es war auch offensichtlich geworden, dass Scott seine eigenen wissenschaftlichen Verdienste deutlich geschönt hatte. Letztendlich gelang es den Technokraten nicht, sich als attraktive Alternative gegenüber demokratischen Institutionen und dem Kapitalismus zu positionieren. 1933 verschwand die technokratische Bewegung nach einer desaströsen Radiorede Scotts weitgehend als politische Kraft. Der New Deal nahm einige der technokratischen Ansätze auf.
Nach Auflösung der Technischen Allianz wurde Howard Scott Gründer und Leiter einer neuen Organisation, Technocracy Incorporated, die danach strebt, die Erkenntnisse der Allianz umzusetzen und damit eine neue Art der Gesellschaft einzuführen. Sie wurde 1933 in New York als gemeinnützige, unpolitische, nicht religiöse Organisation registriert. Angeführt von Scott, dem damaligen Direktor oder „Chefingenieur“, verfolgte sie 1934 ihre Ziele die Bevölkerung über die Ideen der Allianz durch eine Reihe von Vorlesungen in Nordamerika zu informieren. Unterstützung bekam sie vor allem während der Jahre der Weltwirtschaftskrise. Das der technokratischen Bewegung vorangehende Dokument ist der „Technokratische Lehrgang“ („Technocracy Study Course“). Technocracy Incorporated wurde zudem durch rot und grau eingefärbte Uniformen und entsprechend lackierte Fahrzeuge bekannt und zuweilen auch belächelt. Dies führte im Zweiten Weltkrieg noch zum Verdacht der Konspiration und zu Verboten, so in Kanada bis 1943.
Im Laufe ihrer Geschichte hat die Organisation mehrere Magazine herausgegeben, unter anderem „The Technocrat“, „The Northwest Technocrat“ und „Technocracy Digest“. Die Bewegung publiziert den „North American Technocrat“. Eines der bekannteren Mitglieder war M. King Hubbert, ein Geophysiker, der durch die Theorie des Ölfördermaximums bekannt wurde. Daneben engagierte sich Joshua N. Haldeman, Großvater Elon Musks, in Technocracy Incorporated.
Das Geschäftsbüro der US-amerikanischen Technocratiebewegung war ursprünglich in New York. Während seiner Geschichte änderte sich der Standort mehrere Male. Momentan befindet es sich in Ferndale, Washington.

## Veröffentlichungen von Technocracy Incorporated
- Technocracy Study Course [Technocracy, Inc.] (1934)
- Technocracy Handbook [Technocracy, Inc.], (1939)
- The Sellout of the Ages, Howard Scott, (1941)
- Our Country, Right or Wrong, (1946)
- Continentalism: The Mandate of Survival, (1947)